# Klepton
Klepton (gr. złodziej) – kategoria taksonomiczna dotycząca mieszańców produkujących gamety z jednym tylko genomem na drodze hybrydogenezy, dlatego drugi genom zdobywa na zasadzie "kradzieży" gamet gatunkowi, z którym tworzy system genetyczny. Taka forma rozrodu bywa też określana jako "pasożytnictwo płciowe".
Przykładem kleptonu jest żaba wodna, której genomem stałym jest genom żaby śmieszki, natomiast geny kradzione" pochodzą od żaby jeziorkowej. Można także powiedzieć, że genom żaby śmieszki ma większy zasięg, niż sam gatunek.
Przykłady kleptonów wśród płazów:

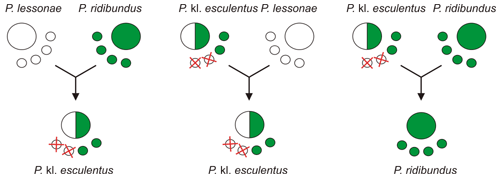

- Rana esculenta = Rana ridibunda × Rana lessonae;
- Rana grafi = Rana ridibunda × Rana perezi;
- Rana hispanica = Rana ridibunda × Rana bergeri.

Przykłady kleptonów wśród ryb:
- Poecilia kl. formosa (rodzina Poeciliidae; południe USA, Meksyk, Ameryka Środkowa) – znane są tylko samice tego jajożyworodnego gatunku, które są "zapładniane" przez samce różnych gatunków z tej rodziny, a następnie ich materiał genetyczny zostaje w trakcie rozwoju jaja wyeliminowany;
- Poeciliopsis kl. monacha-lucida (rodzina Poeciliidae; Meksyk północno-zachodni).